# مرد خانواده: راهنمای استووی برای سلطه بر جهان
مرد خانواده: راهنمای استووی برای سلطه بر جهان (به انگلیسی: Family Guy: Stewie's Guide to World Domination) نام کتاب طنزی است که در رابطه با سریال مرد خانواده و به قلم استیو کالاگان نوشته شده‌است.